# KAD
KAD, tidligere Kvindeligt Arbejderforbund i Danmark, blev stiftet i 1901 og opløst i 2005, da KAD fusionerede med SID og skabte 3F. KAD organiserede kvinder primært inden for rengørings- og servicebranchen, industri, mejeribranchen, vaskerier og omsorgshjælpere. Kvindeligt Arbejderforbund havde udelukkende kvinder som medlemmer.

## Historie
I 1885 blev Foreningen for Vadsk og Rengøring dannet, denne bestod af "vaske- og rengøringskoner ", men allerede året efter dannelsen i 1886 blev fagforeningen delt i to, således at også Det Kvindelige Arbejderforbund opstod.
I 1889 ophørte Foreningen for Vadsk og Rengøring, herefter var Det Kvindelige Arbejderforbund, den eneste kvindefagforening i Danmark.
KAD havde gjort efter flere forsøg på en forbundsdannelse siden 1880'erne, man ønskede at samle mange små afdelinger, der var opstået over hele landet med Københavns afdelingen.
Formålet var at danne et samlet fælles forbund. Kvindeligt Arbejderforbund i Danmark blev på en stiftende generalforsamling dannet i 1901.
Forbundet regnede sin grundlægger for at være flaskeskyller Olivia Nielsen (1854-1910) fra København. Det var især hendes formandsperiode for Det Kvindelige Arbejderforbund som havde ført til samlingen, da hun rejste rundt i hele landet for at samle de små afdelinger.

### Forkvinder
- Olivia Nielsen, 1901 - 1910
- Gudrun Bodø, 1910
- Sofie Rasmussen, 1910 - 1923
- Alvilda Andersen, 1923 - 1937
- Fanny Jensen, 1937 - 1947
- Edith Olsen, 1948 - 1971
- Toni Grøn, 1971 - 1978
- Ruth Løjbert, 1978 - 1985
- Lillian Knudsen,[3] 1985 - 2005, da forbundet indgik i det nystiftede Fagligt Fælles Forbund, 3F.